# Pico Alto (Santo Amaro)

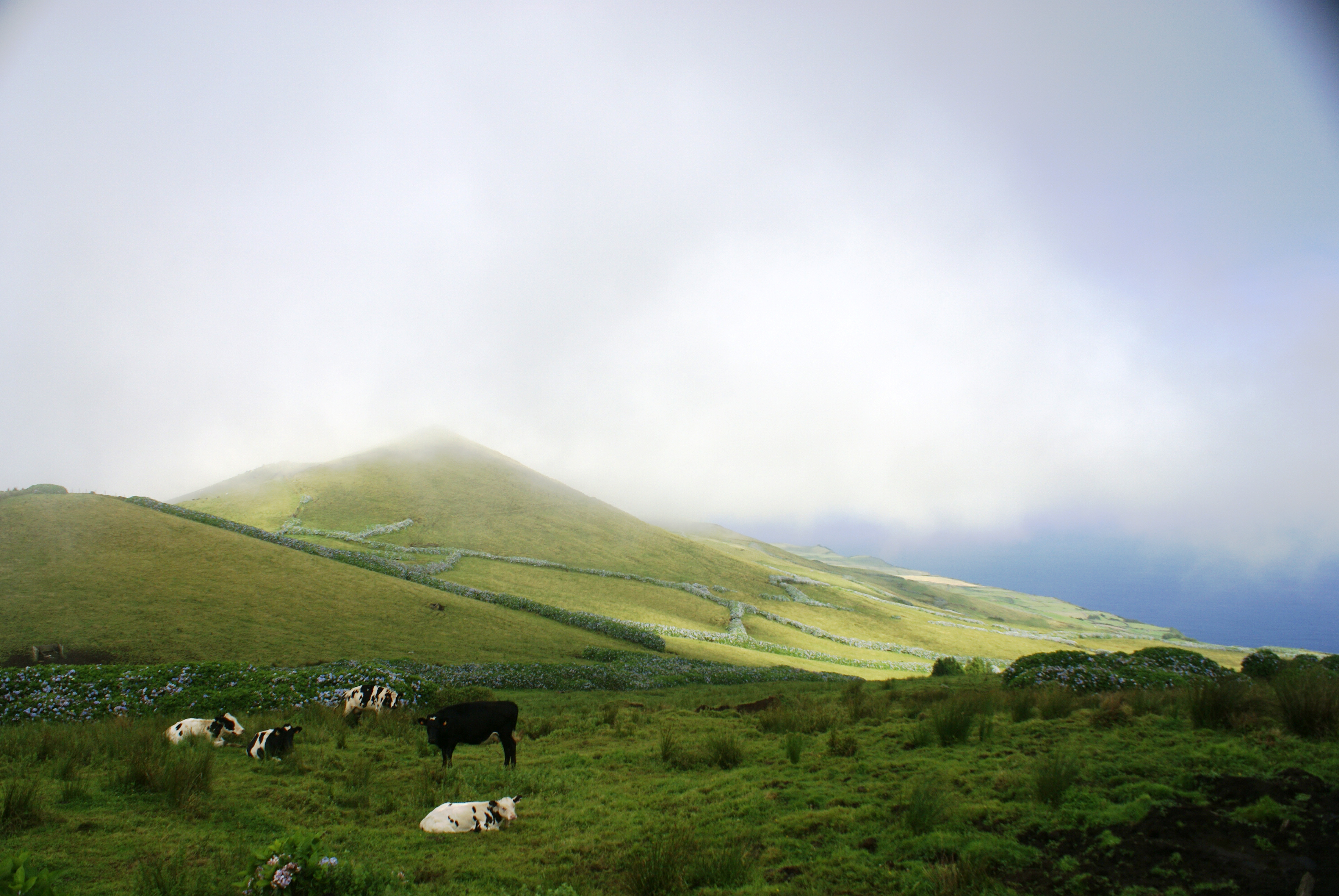
Pico Alto ao fundo do canto da serra, Toledo.

O Pico Alto é uma elevação portuguesa de origem vulcânica localizada na freguesia açoriana de Santo Amaro, localidade do Toledo, concelho de Velas, ilha de São Jorge, arquipélago dos Açores.
Este acidente geográfico encontra-se geograficamente localizado junto ao povoado do Toledo, curato de Santo Amaro encontra-se intimamente relacionado com a cordilheira central da ilha de são Jorge da qual faz parte.
Esta formação geológica localizada a 766 metros de altitude acima do nível do mar apresenta escorrimento pluvial para a costa marítima, tanto para Sul com Norte e deve na sua formação geológica a escorrimentos lavicos e piroclásticos basicamente composto por cinzas vulcânicas.
A elevada altitude da cordilheira onde se insere promove um microclima de altitude muito húmido e fortemente ventoso, principalmente no Inverno.
O Ponto mais alto desta extensa cordilheira com abrange quase 90 quilómetros de comprimento é o Pico da Esperança que se eleva a 1053 metros de altitude. Tanto do cimo do Pico Alto como de toda a restante cordilheira é possível ter um panorama único em todos os Açores: da parte das montanhas e cordilheira voltadas ao Sul vêm-se próximas a ilha do Faial, a ilha do Pico, e já voltadas ao Norte a ilha Graciosa e a ilha Terceira.